# Paralephana finipunctula
Paralephana finipunctula là một loài bướm đêm trong họ Noctuidae.